# Podigrac
Podigrac je naselje u slovenskoj Općini Kungoti. Podigrac se nalazi u pokrajini Štajerskoj i statističkoj regiji Podravskoj. 

## Stanovništvo
Prema popisu stanovništva iz 2002. godine naselje je imalo 68 stanovnika.